# بخش سوبان سیری بالا
بخش سوبان سیری بالا (به انگلیسی: Upper Subansiri district) یک منطقهٔ مسکونی در هند است که در آروناچال پرادش واقع شده‌است. بخش سوبان سیری بالا ۷٬۰۳۲ کیلومتر مربع مساحت و ۸۳٬۴۴۸ نفر جمعیت دارد.